# Sakartwelos Rkinigsa

Logo

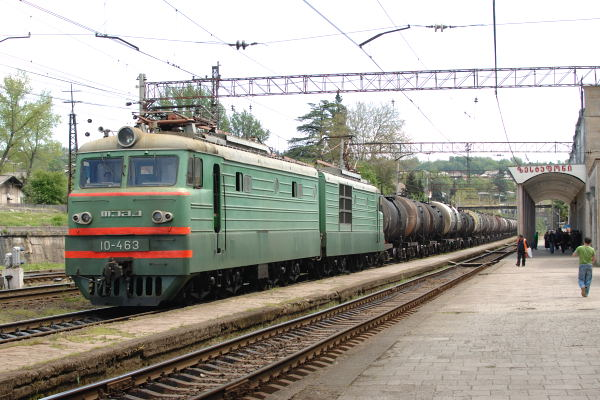
Ölzug der Sakartwelos Rkinigsa in Sestaponi (2009)

Die GR Sakartwelos Rkinigsa (georgisch საქართველოს რკინიგზა; Georgische Eisenbahn) ist die nationale georgische Eisenbahngesellschaft. Das Unternehmen firmiert mittlerweile auch unter dem Namen GR Georgian Railway.

## Geschichte

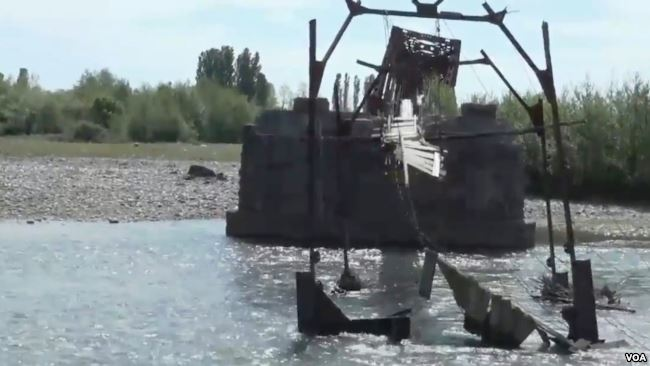
Zerstörte Eisenbahnbrücke über den Enguri

Die Georgische Eisenbahn ging 1992 aus der Transkaukasischen Eisenbahnverwaltung (georgisch ტრანსკავკასიური რკინიგზა, russisch Закавказская железная дорога) hervor, deren Bereich sich über die Territorien der Georgischen und der Asebaidschanischen SSR erstreckte. Dabei wurden die Direktionen Samtredia und Tbilissi der Georgischen Eisenbahn zugeordnet. Der Abschnitt von der aserbaidschanisch-georgischen Grenze bis zum Bahnhof Böyük Kəsik wurde der Aserbaidschanischen Eisenbahn übertragen. Die Eisenbahnbrücke über den Enguri bei Schamgona wurde 1992, einen Tag vor Beginn des georgisch-abchasischen Konflikts (1992–1993), zerstört. Damit wurde der durchgehende Eisenbahnverkehr zwischen Georgien und Abchasien unterbrochen, der Teil westlich des Enguri firmiert als eigenständige Abchasische Eisenbahn (Абхазская железная дорога). Eine direkte Verbindung von Georgien in das Netz der Russischen Eisenbahnen existiert damit nicht mehr, die Verbindungen zur Aserbaidschanischen und der Südkaukasus-Eisenbahn in Armenien blieben jedoch erhalten.
Das im Logo der Bahngesellschaft enthaltene Gründungsdatum bezieht sich auf die Eröffnung des durchgehenden Verkehrs zwischen Poti und Tiflis im Jahr 1872.

## Unternehmen
Nach dem Zerfall der Sowjetunion und mit Erlangung der Unabhängigkeit änderten sich die Rahmenbedingungen für den Schienenverkehr in Georgien deutlich. Der Rückgang der Bevölkerungszahlen – Georgien verlor seit der Unabhängigkeit rund ein Drittel seiner Bewohner – und die auch im Kaukasus fortschreitende Massenmotorisierung führten zu einem Rückgang der Passagierzahlen. Aufgrund der kriegerischen Auseinandersetzungen mit Abchasien und Südossetien sowie der Unterbrechung der direkten Zugverbindung aus Russland nach Georgien erlitt auch der Tourismus große Einbußen. Durch den Kollaps der georgischen Industrie verringerte sich auch die Nachfrage im Güterverkehr. Besonders negativ wirkte sich hierbei die faktische Einstellung des Bergbaus aus, die das Aufkommen von Massengütern reduzierte. Und schließlich wurde der Transport von Rohöl in Kesselwagen immer mehr durch den Transport in Pipelines ersetzt. Dem gegenüber standen aufgrund der desolaten Finanzen nur unzureichende Investitionen in den Schienenverkehr.
Bis 2004 litt die Eisenbahn in Georgien unter Korruption. Generaldirektor Akaki Tschchaidse wurde 2004 verhaftet und verbrachte mehrere Monate in Untersuchungshaft, bevor er sich für drei Millionen US-Dollar freikaufte. Die Eisenbahngesellschaft wurde noch im gleichen Jahr umstrukturiert, der Generaldirektor einem Aufsichtsrat unterstellt. Von Juni 2004 bis Oktober 2005 war David Onoprischwili, ein früherer Finanzminister und Professor an der Vanderbilt University in Nashville, Generaldirektor. Er reformierte die Unternehmensführung und beauftragte die US-Unternehmensberatung Booz Allen Hamilton, die auch für die Deutsche Bahn arbeitet, mit einem Organisationsgutachten.

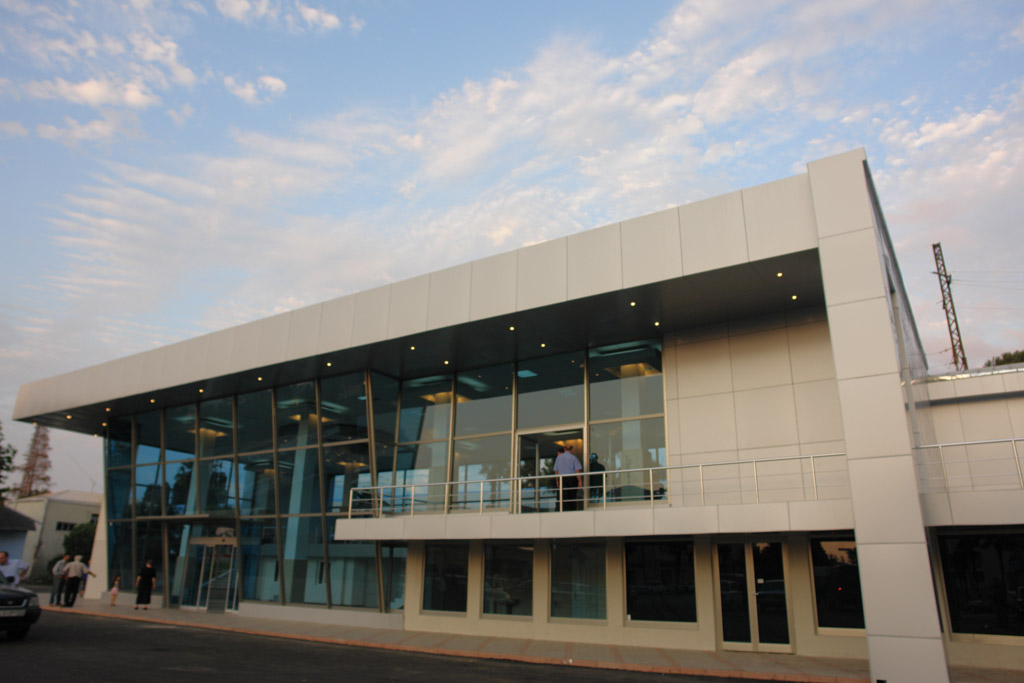
Neubau des Bahnhofs in Kobuleti (2006)

Um die Modernisierung voranzutreiben, wurden 2445 Mitarbeiter entlassen und die Löhne zugleich um 17 % angehoben. Die Tarife für den Gütertransport wurden gesenkt, im Reiseverkehr modernisierte klimatisierte Wagen und Express-Linien in Betrieb genommen. 2006 wurde ein Programm zur Renovierung und zum Neubau von Bahnhöfen aufgelegt.
In sowjetischer Tradition war die Eisenbahn eine Staatsbahn. 2007 entschied die georgische Regierung, die Gesellschaft zu privatisieren. Zwar sollte die Bahn weiterhin in Staatsbesitz bleiben, die Betreiberrechte sollten jedoch in Privathand gegeben werden. Verhandlungen mit dem britischen Unternehmen Parkfield Investment Ltd. dazu scheiterten jedoch im Oktober 2007.
Die Gesellschaft befindet sich in Staatsbesitz und hat die Rechtsform einer Gesellschaft mit beschränkter Haftung nach georgischem Recht. Tochterunternehmen der Sakartwelos Rkinigsa sind die:
- GR Borjom-Bakuriani Railway[3]
- GR Transit Ltd[4]
- GR Property Management Ltd[5]
- GR Logistics and Terminals.

Alle Unternehmen befinden sich zu 100 % im Besitz der Sakartwelos Rkinigsa.
2024 lag der Umsatz des Unternehmens bei 648,337 Millionen ₾ (das entspricht ungefähr 118 Millionen €) bei einem EBITDA von 220,576 Millionen ₾. 2024 lag die Mitarbeiterzahl bei über 12.000, damit ist die Gesellschaft nach eigenen Angaben der größte Arbeitgeber Georgiens. Das Unternehmen hat nach eigenen Angaben bei Standard & Poors Kreditratings von B+ bis BB-, das entspricht spekulativen bis hochspekulativen Anlagen.
Mehr als 95 % der Einnahmen stammen aus dem Frachtverkehr, die Hälfte davon ist Transitverkehr.
Die Beförderungsleistung der Sakartwelos Rkinigsa lag 2024 bei 3.922 Millionen Tonnenkilometern im Güterverkehr und 478 Millionen Passagierkilometern. Während das Passagieraufkommen mit starken Schwankungen mittelfristig steigt, sinkt das Güterverkehrsaufkommen leicht ab.
Seit 2015 ist das Unternehmen nach ISO 9001:2008 zertifiziert.

## Fahrzeugbestand
Der Fahrzeugbestand setzt sich aus sowjetischen Lokomotiven und Triebwagen, die 1991 übernommen wurden, sowie aus in Kooperation mit China entstandenen bzw. von Stadler Rail gelieferten Neubauten zusammen. 2022 befanden sich 176 Lokomotiven und 4.469 Güterwagen im Bestand.
Fahrzeuge sowjetischer Bauart wurden im Elektrolokomotivenwerk (JSC „Elmavalmshenebeli“) in Tiflis und im Waggonbauwerk in Rustawi instandgehalten und modernisiert.

### Elektrolokomotiven
Übernommen wurden Doppellokomotiven der SŽD-Baureihe ВЛ10 und der SŽD-Baureihe ВЛ11, die auch heute noch im schweren Güterverkehr auf der Hauptstrecke eingesetzt werden. Die Fahrzeuge behielten ihr Nummernschema, nur das führende ВЛ, das für Wladimir Lenin stand, entfiel. Beide Typen wurden bereits zu Zeiten der Sowjetunion auch (ВЛ10) oder ausschließlich (ВЛ11) in Tiflis produziert.
Da aufgrund des geringeren Verkehrsaufkommens weniger schwere Lokomotiven für den Güterverkehr benötigt wurden, entstand auf Grundlage der Doppellokomotiven der SŽD-Baureihe ВЛ15 die SR-Baureihe 4E1, von der jedoch lediglich zwei Exemplare gebaut wurden. Ein Teil der Lokomotiven der SŽD-Baureihe ВЛ11 wurde zur SR-Baureihe 4E10 umgebaut, dabei entstanden aus jeweils einer Doppellokomotive zwei einzelne Lokomotiven. Von den 15 gebauten Exemplaren setzt die Sakartwelos Rkinigsa vierzehn ein, eine Lokomotive wurde nach Russland exportiert. Entwickler und Hersteller war auch hier das Tifliser Elektrolokomotivenwerk.

Eine Neubeschaffung von Elektrolokomotiven wurde 2023 ausgeschrieben.

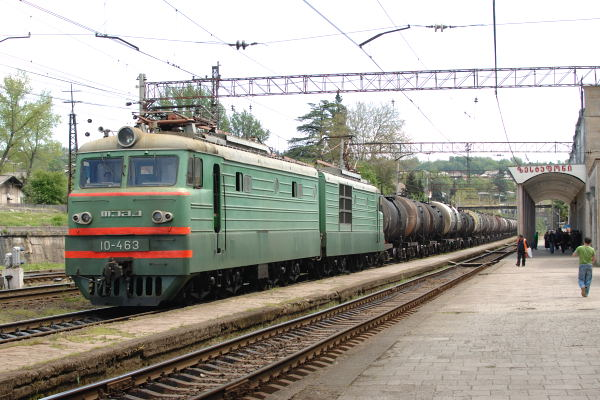
ВЛ10
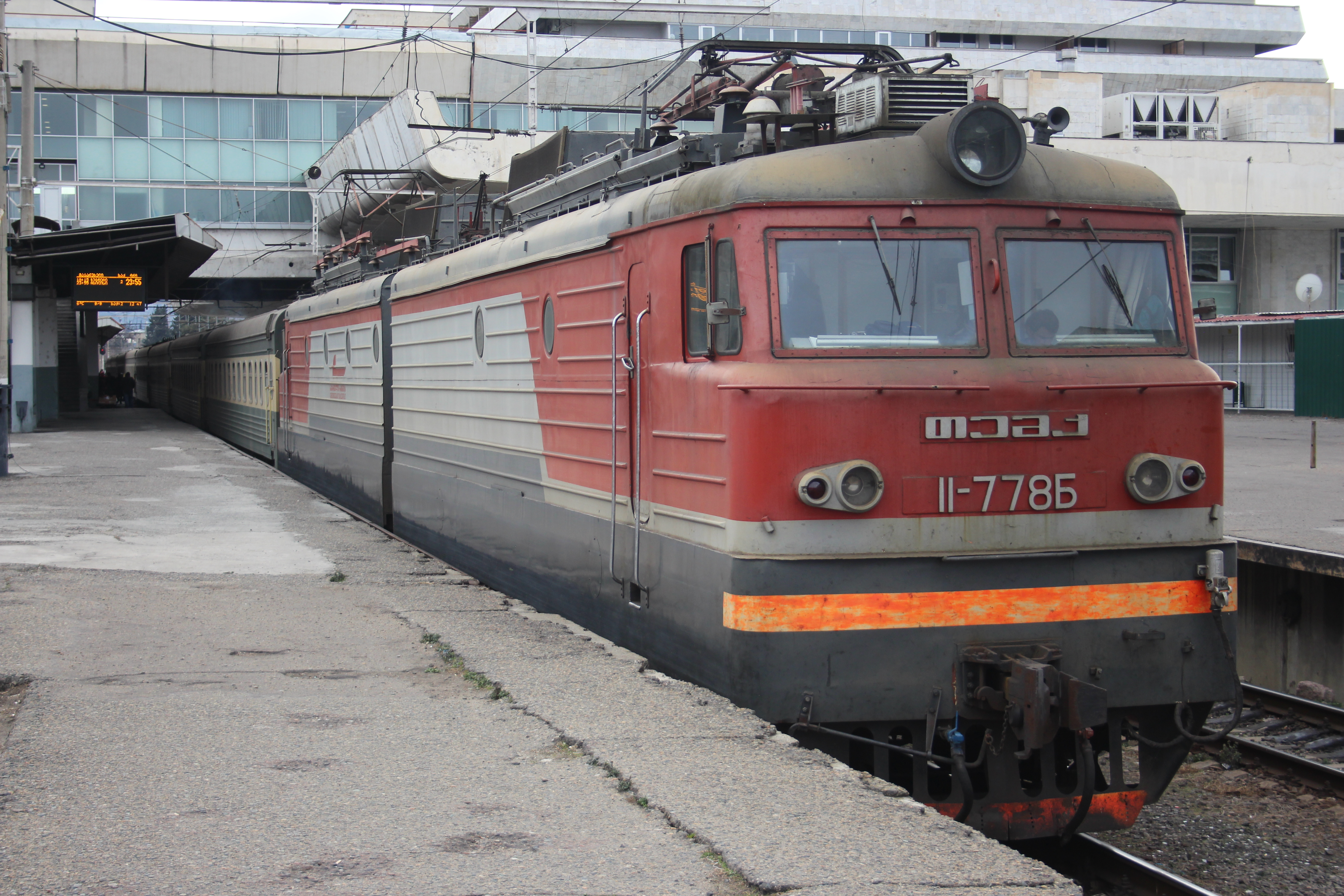
ВЛ11
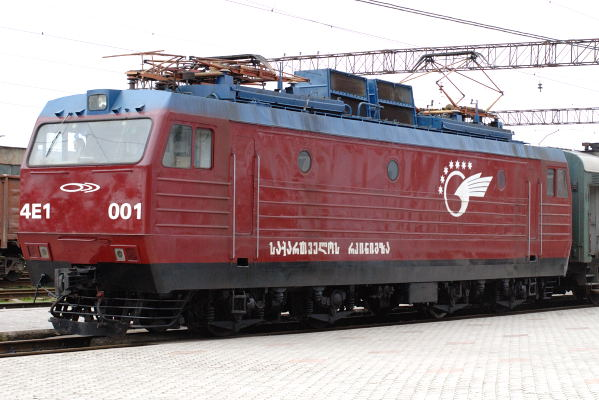
Baureihe 4E1
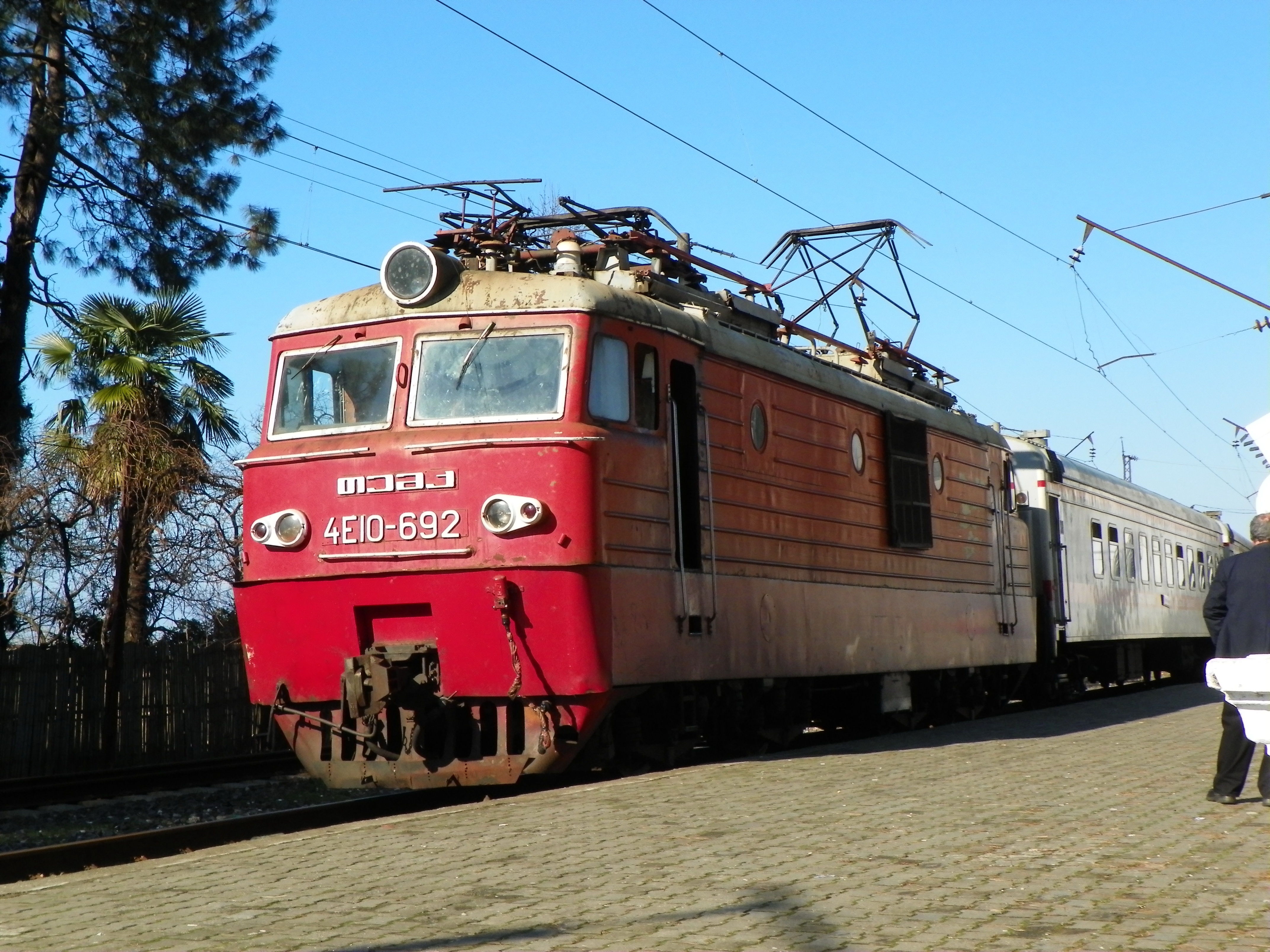
4E10

### Diesellokomotiven
Da das Netz zu nahezu 100 % elektrifiziert ist, besteht kein Bedarf an Diesellokomotiven für den Streckendienst. Als Rangierlokomotive und zur Bedienung von Anschlüssen kommt die SŽD-Baureihe ТЭМ2 und die SŽD-Baureihe ЧМЭ3 zum Einsatz.

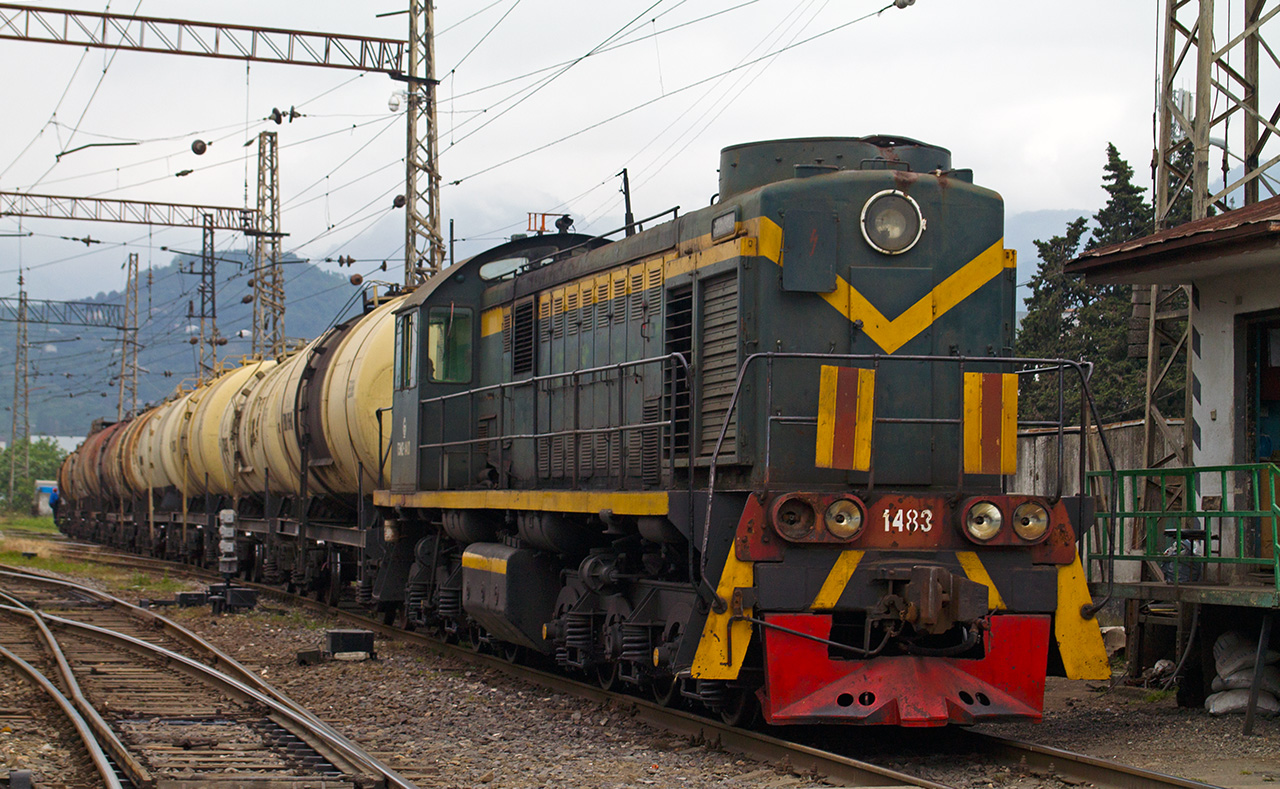
ТЭМ2
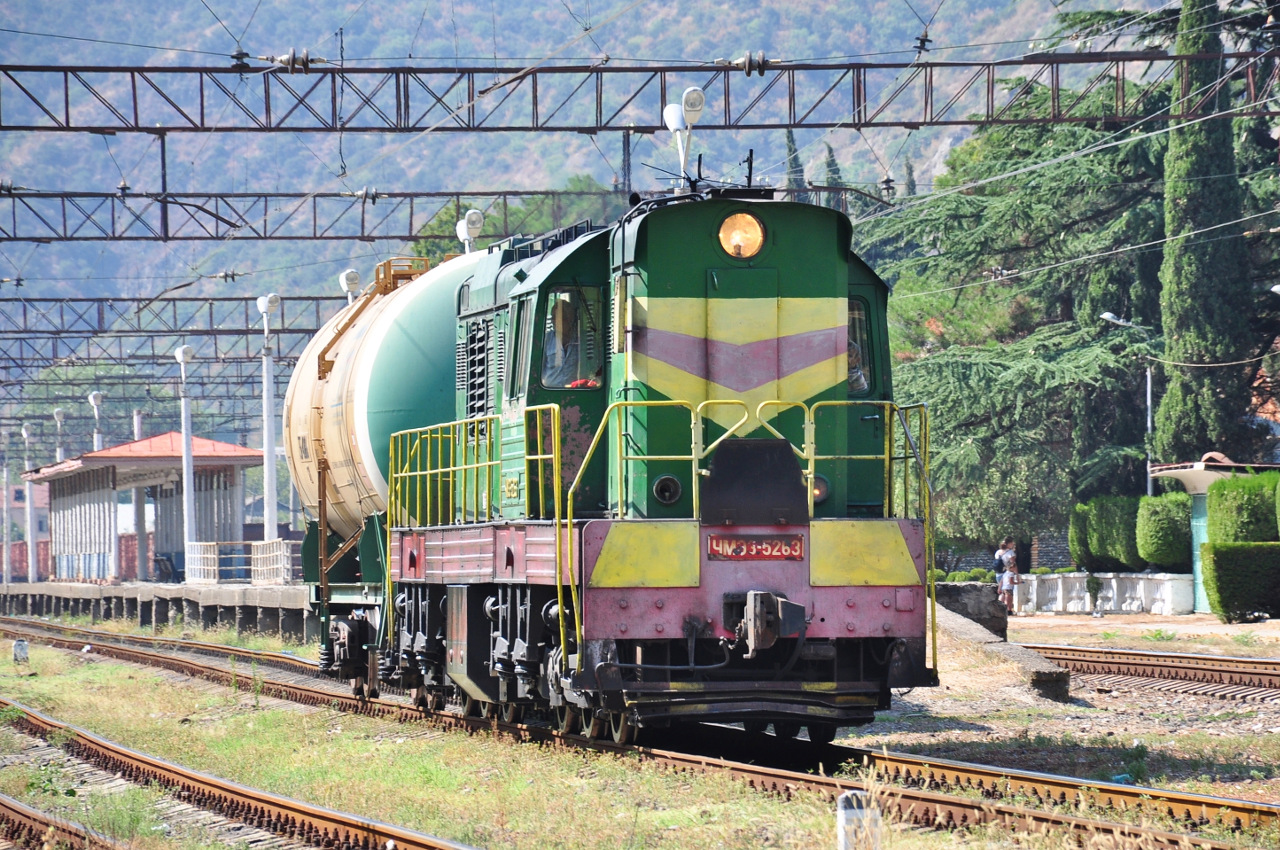
ЧМЭ3

### Triebwagen
Die Sakartwelos Rkinigsa übernahmen auch hier zunächst Fahrzeuge aus sowjetischer Produktion von der Transkaukasischen Eisenbahnverwaltung. Dies waren Triewagen der SŽD-Baureihen ЭР2 und ЭР2Т aus der Rigaer Waggonfabrik. Ein Teil dieser Wagen wurden umgebaut. Die originalen Triebwagen wurden bis 2015 ausgemustert, die Umbauten sind noch im Einsatz auf Nebenstrecken. Die Wagen behielten ihre Bezeichnungen, die jetzt jedoch in georgischer Schrift angebracht wurde.
Eine weitere Umbauvariante der ЭР2 sind die als ЭС eingeordneten Triebzüge. Ursprünglich für den Schnellverkehr hergerichtet, kommen die Züge nunmehr nur noch für nachrangige Verkehre zum Einsatz.
2009 wurde der erste von acht Triebzügen der Baureihe ვმკ (VMK EMU) in Betrieb genommen. Die vierteiligen Züge wurden von CSR Nanjing produziert. Bei den weiteren Lieferungen erfolgte die Endmontage der vorgefertigten Züge in Georgien. Die für den Schnellverkehr auf der Strecke Batumi-Baku beschafften Züge haben eine Höchstgeschwindigkeit von 130 km/h. Ein vierteiliger Zug kann 300 Fahrgäste aufnehmen.

2016 wurden vier doppelstöckige Züge der Baureihe Ehs2/GRS von Stadler  beschafft. Ein vierteiliger Zug bietet 530 Passagieren Platz und hat eine Höchstgeschwindigkeit von 160 km/h.

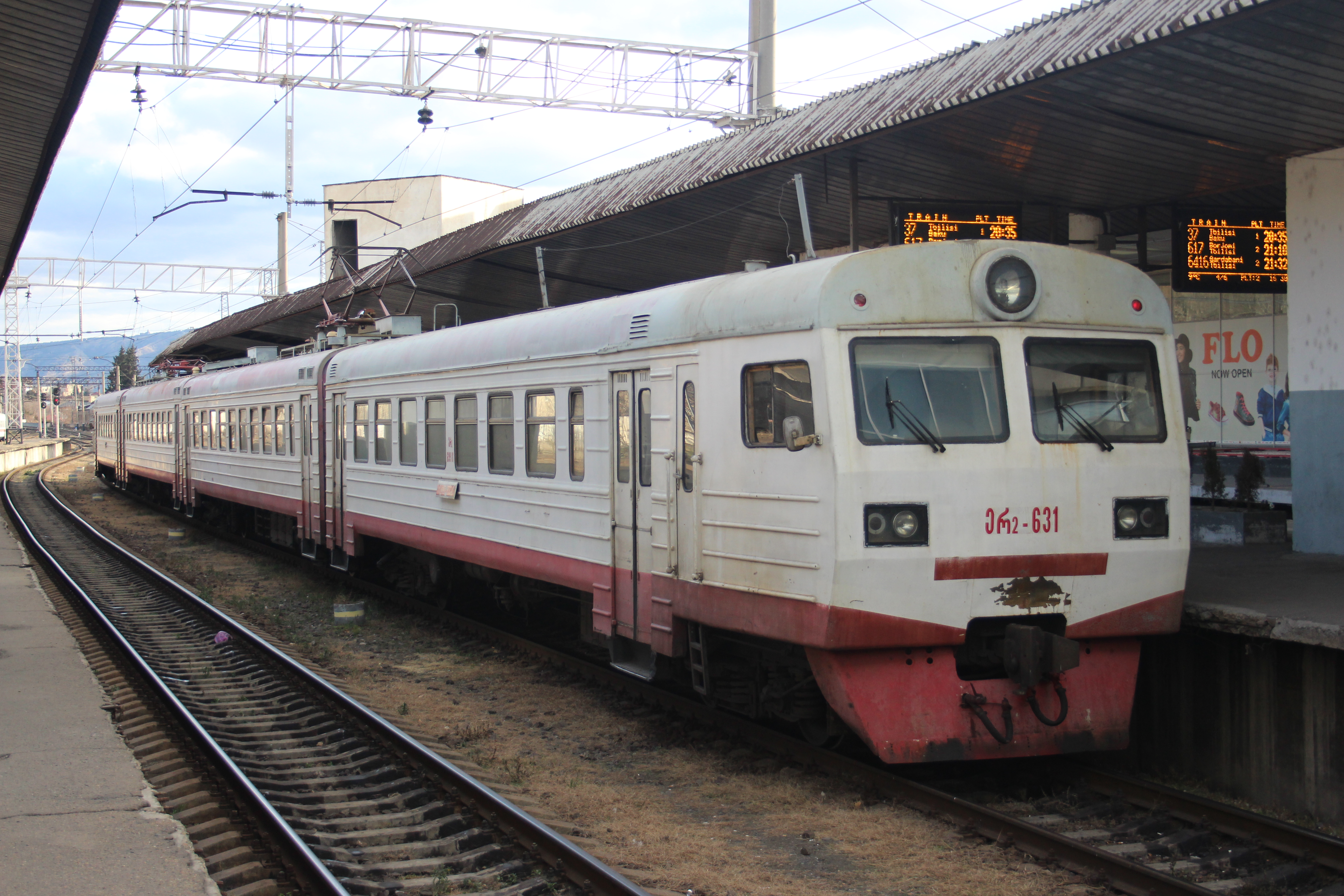
Originaler ЭР2
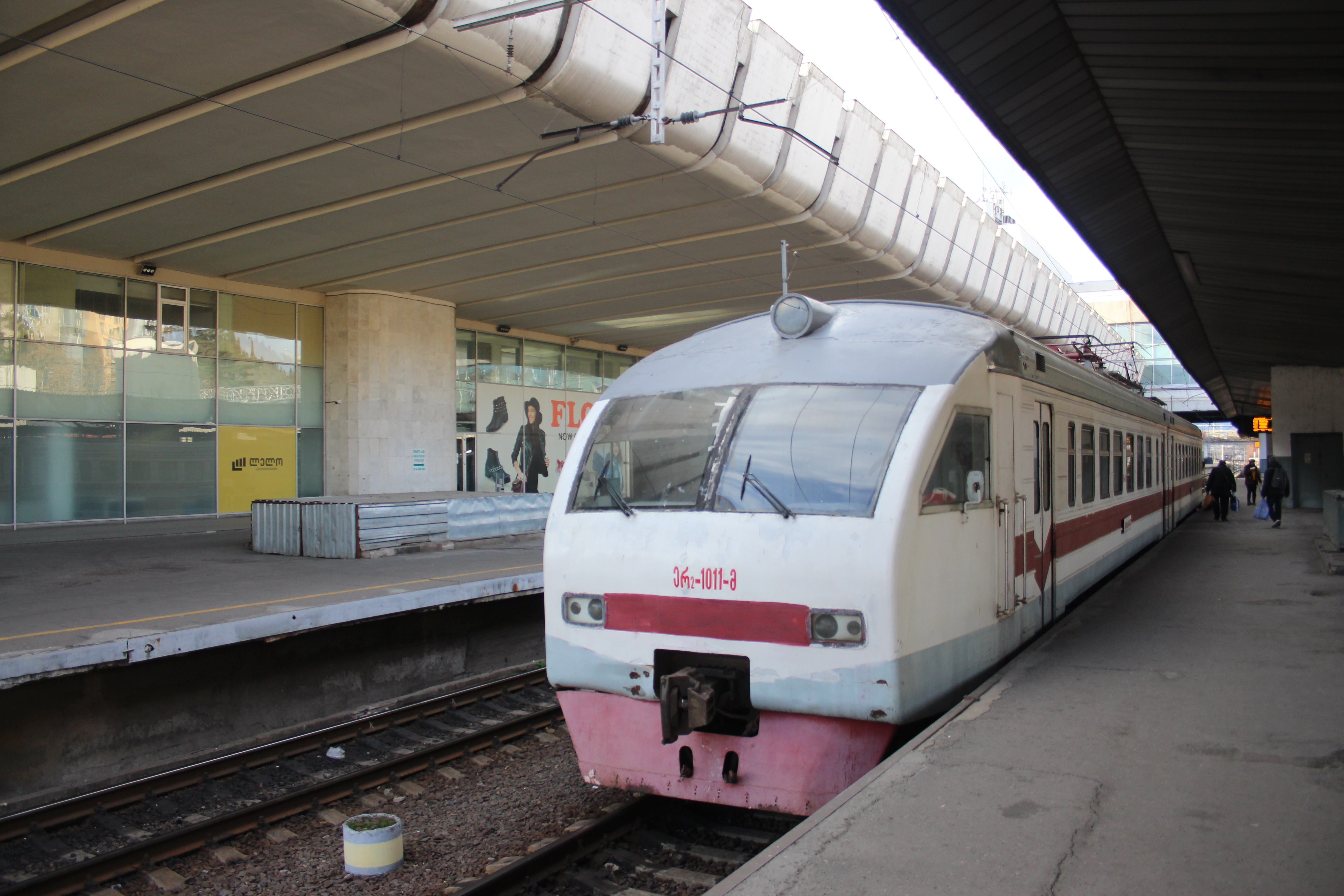
In Georgien modifizierter ЭР2M
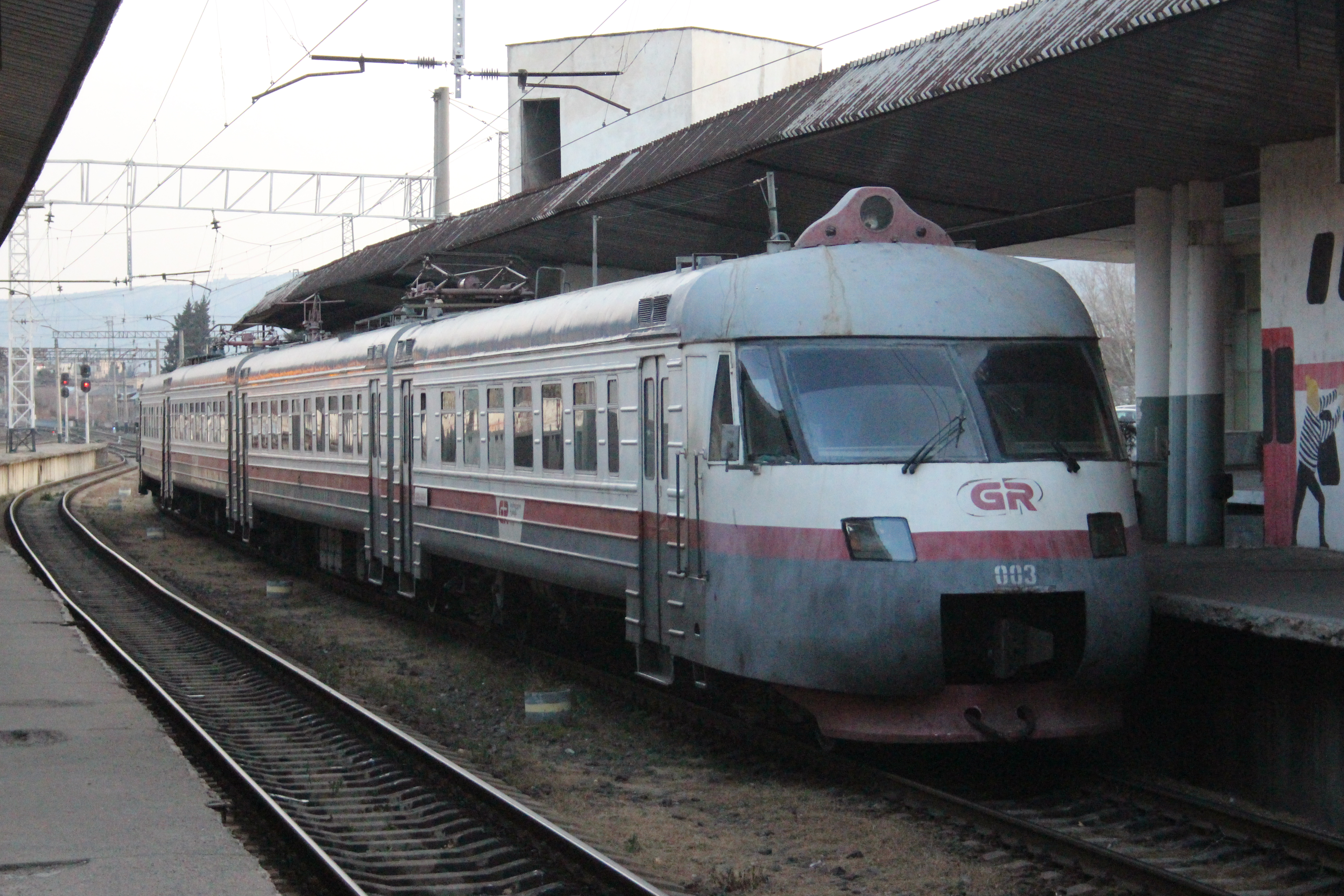
ЭС2
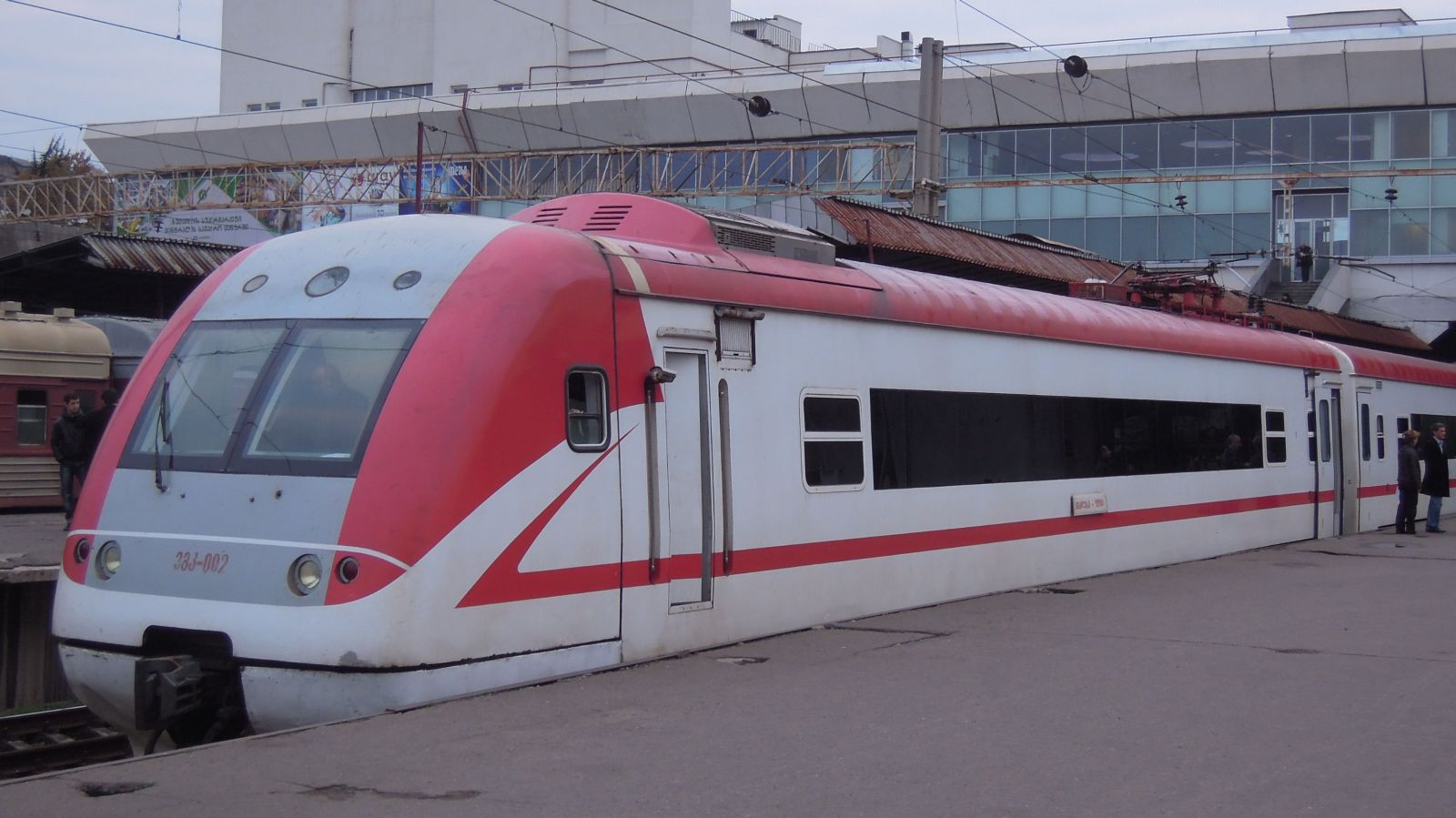
Baureihe VMK
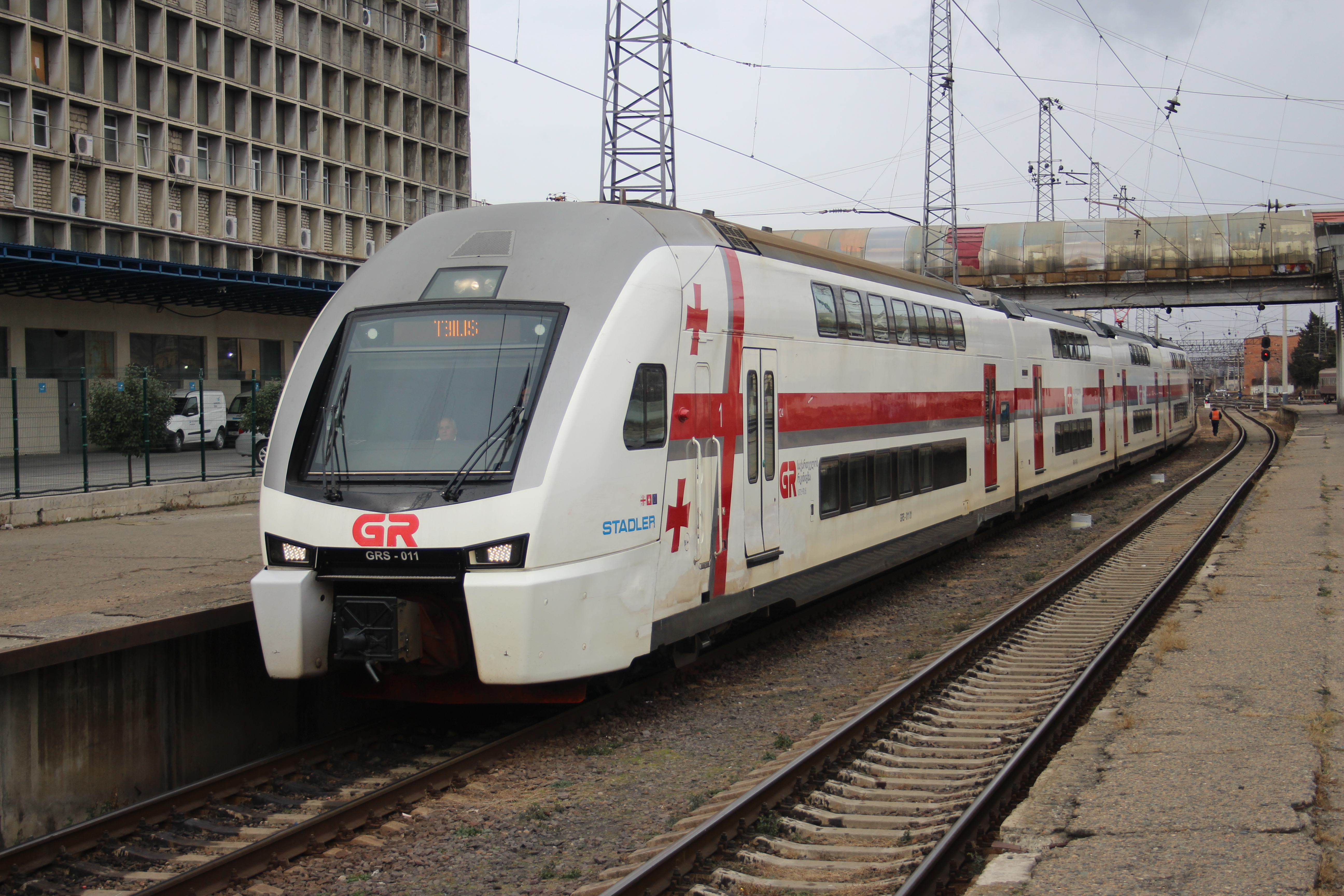
Baureihe GRS

### Schmalspurfahrzeuge
Auf der Schmalspurstrecke kam ab 1966 bis zur Betriebseinstellung 2023 die SŽD-Baureihe ЧС11 zum Einsatz. Die Personenzüge wurden aus Wagen des Typs PW-900 der Maschinenfabrik Demichowo gebildet, der Güterverkehr wurde bereits vorher eingestellt.

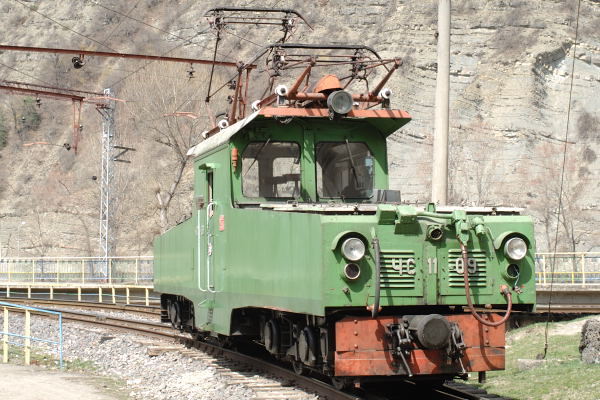
Baureihe ЧС11
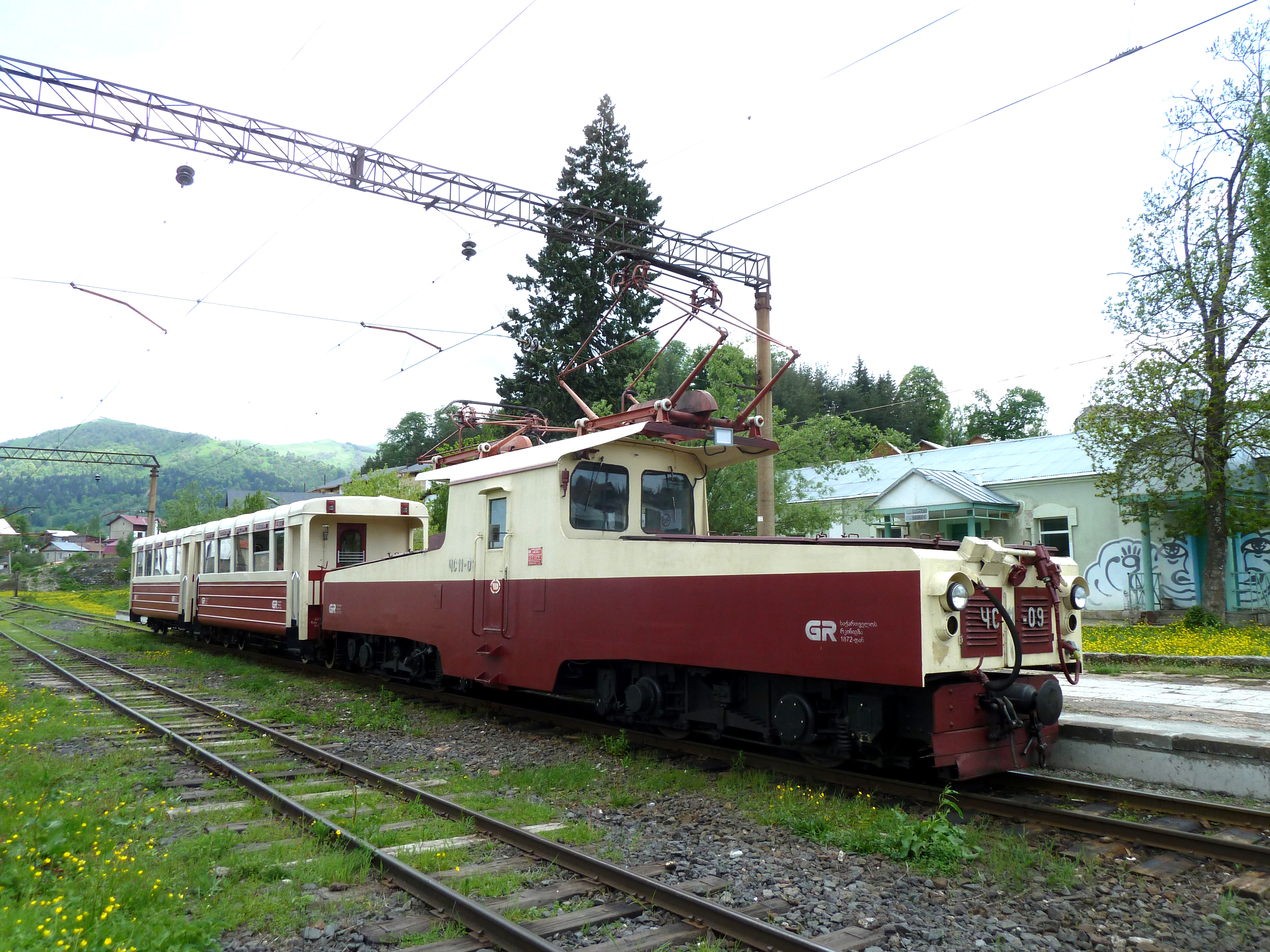
ЧС11 mit PV900

### Wagenmaterial
Güterwagen wurden von der Transkaukasischen Eisenbahn übernommen. Charakteristisch für das Bild der georgischen Eisenbahn sind immer noch die Kesselwagen für den Erdöltransport. Originell ist der Einsatz eines ausgedienten Personenwagens als Fußgängerbrücke in Achalkalaki.

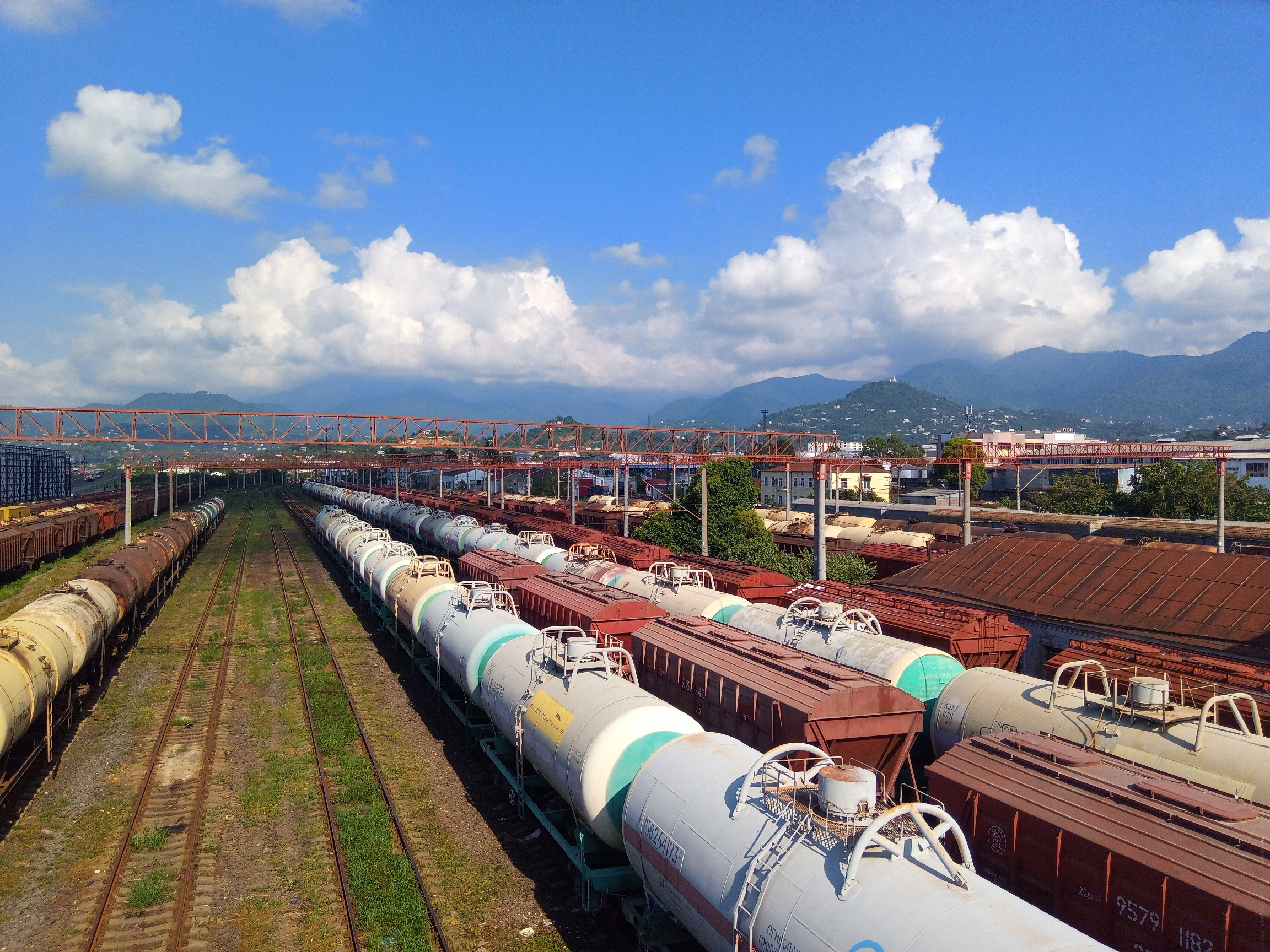
Kesselwagen
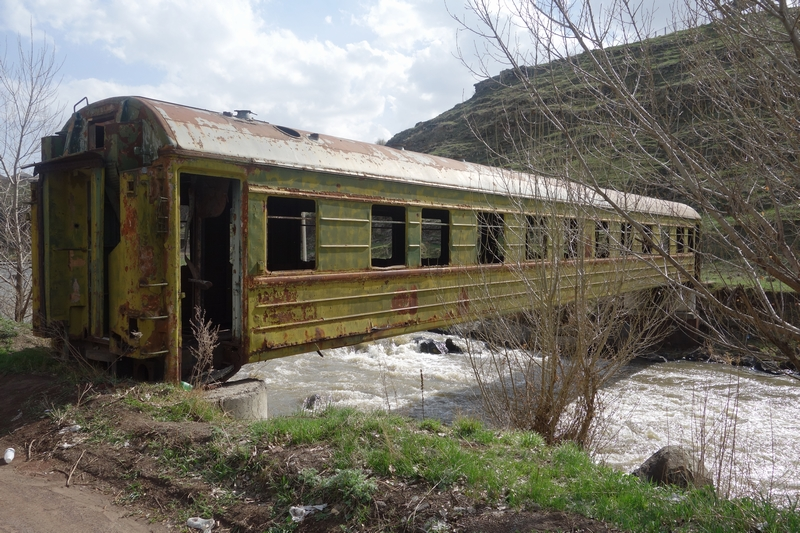
Fußgängerbrücke in Achalkalaki

## Streckennetz

Streckennetz der Sakartwelos Rkinigsa

### Bestand
Das Streckennetzt weist durchgängig eine Spurweite von 1520 mm (russische Breitspur) auf und ist mit Gleichstrom mit einer Spannung von 3 kV elektrifiziert. Ausnahmen sind lediglich der am 30. Oktober eröffnete Abschnitt Achalkalaki— Karzachi— Türkische Grenze mit einer Spurweite von 1435 mm (europäische Normalspur, nicht elektrifiziert), und die Schmalspurstrecke (Spurweite 900 mm) Bordschomi–Bakurian. Zwischen der Aserbaidschanischen Grenze und Kolobani ist die Strecke zweigleisig ausgebaut, ansonsten eingleisig. Der weitere zweigleisige Ausbau bis Batumi ist aufgrund des wachsenden Güterverkehrs geplant.
Insgesamt haben die von der Sakartwelos Rkinigsa betriebenen Strecken eine Länge von 1.992 km, dabei sind allerdings auch die in Abchasien liegenden Strecken enthalten, davon sind 1442 km Hauptbahnen. Die Länge der zweigleisig ausgebauten Strecken liegt bei 295 km. In Betrieb sind 1.422 Brücken und 32 Tunnel.
Wichtigste Strecke mit dem größten Verkehrsaufkommen ist nach wie vor die Strecke von Poti bzw. Batumi bis zur Grenze nach Aserbaidschan. Weitere Strecken sind
- Tiflis–Telawi (nur Güterverkehr)
- Taribjanian–Jerewan
- Sestaponi – Tschiatura – Satschchere
- Rioni–Tqibuli
- Chaschuri–Bordschomi–Wale
- Brozeula–Zqaltubo

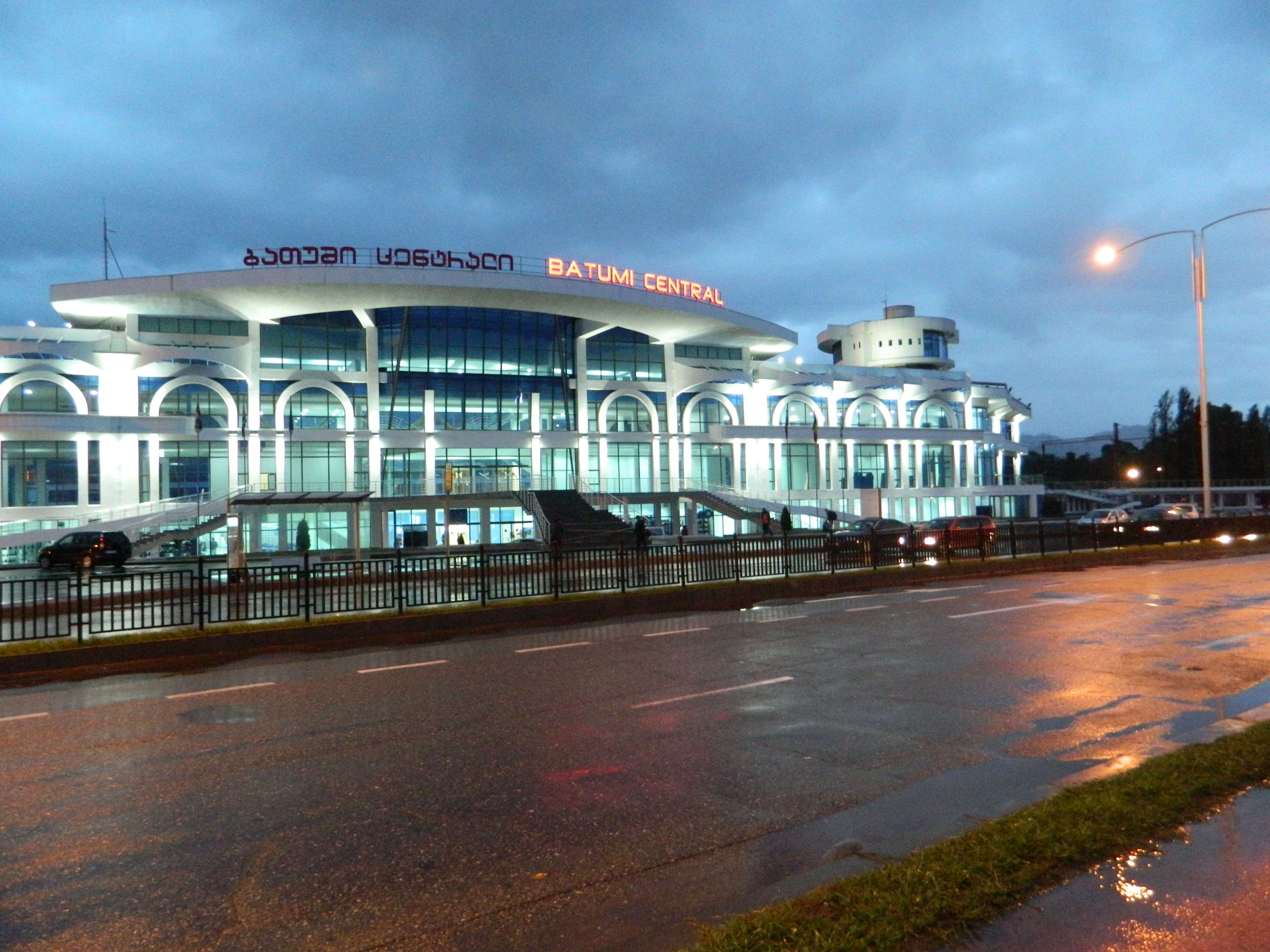
Zentralbahnhof in Batumi

Das Streckennetz ist in weiten Teilen aufgrund fehlender Investitionen und mangelhafter Wartung verschlissen. Neben der Stilllegung von Strecken führt das auch zur Reduzierung der Höchstgeschwindigkeit, die auf einigen Strecken bei 15 km/h liegt. Ein Teil der Strecken wird derzeit nicht betrieben.
Vorhanden sind 22 Passagier- und 114 Güterbahnhöfe. Die wichtigsten Bahnhöfe für den Personenverkehr sind Batumi und Tiflis. Bedeutend für den Güterverkehr sind die Bahnhöfe der Seehäfen Batumi und Poti sowie der Bahnhof in Achalkalaki, wo Container des Transitverkehrs Türkei-Aserbaidschan umgeladen werden müssen.

### Internationaler Verkehr
Der internationale Personenverkehr ist mittlerweile stark eingeschränkt. 2024 verkehrte nur noch ein Zugpaar auf der Strecke Batumi – Jerewan. Der Zug verkehrt jeden zweiten Tag. Durchgehender Personenverkehr nach Aserbaidschan oder Russland existiert nicht mehr.

### Nationaler Verkehr
Die Sakartwelos Rkinigsa unterscheidet hier zwischen Schnellverkehr, elektrischem Verkehr und Vorortverkehr. Im Schnellverkehr erlaubt das eingesetzte Rollmaterial ein Angebot in der 1. und 2. Wagenklasse.

#### Schnellverkehr
Auf der Strecke Tiflis – Batumi verkehren gegenwärtig vier Zugpaare am Tag. Eingesetzt wird die Baureihe GRS. Die Strecke Tbilisi-Osurgeti wird alle zwei Tage mit einem Zugpaar bedient, die Strecken Tbilisi-Sugdidi und Tbilisi-Poti täglich mit je einem Zugpaar.

#### Elektrischer Verkehr
Die Strecke Tiflis-Bordschomi wird ebenso wie die Strecke Kutaissi-Batumi täglich mit jeweils zwei Zugpaaren bedient, die Strecken Batumi-Osurgeti und Kutaissi I-Satschchere mit jeweils einem Zugpaar.

#### Vorortverkehr
Im Vorortverkehr verkehren auf den Strecken Tbilisi-Gardabani und Kutaissi-Rioni jeweils zwei Zugpaare, auf der Strecke Chaschuri-Sestaponi drei Zugpaare täglich.

### Projekte
Dem Schienennetz Georgiens kommt durch die Entwicklung diverser Transportkorridore Asien-Europa wachsende Bedeutung zu. Sowohl der Nord-Süd-, als auch der Ost-Westt- und der Süd-West-Korridor führen über Georgien, so dass hier mit einer Steigerung des Verkehrsaufkommens zu rechnen ist. Die Sakartwelos Rkinigsa versucht sich durch Modernisierung und Neubau von Strecken darauf vorzubereiten. Aufgrund unklarer Finanzierung, politischer Streitigkeiten zwischen den beteiligten Ländern und Missmanagement kommt es hierbei jedoch oftmals zu gravierenden Verzögerungen.

#### Neutrassierung Batumi-Baku
Der 63 km lange Streckenabschnitt Sestaponi–Moliti–Chaschuri als Teil der Hauptstrecke Batumi-Baku überquert die Hauptwasserscheide zwischen Schwarzem und Kaspischem Meer. Gekennzeichnet ist der Abschnitt durch hohe Steigungen und enge Kurven, die die Streckengeschwindigkeit begrenzen und zu betrieblichen Engpässen führen. Gegenwärtig benötigen Personenzüge auf dieser Strecke ca. 1,5 Stunden, Güterzüge noch mehr Zeit. Sakartwelos Rkinigsa plant daher eine Neutrassierung der Strecke. So soll die Bahnlinie durch mehrere neu zu erbauende Tunnel geführt werden. Der Tunnel T9 (Kwischchetien – Zvare) soll dabei den 1890 gebauten Suramski-Tunnel ersetzen bzw. entlasten. Er soll mit einer Länge von 8,4 km der längste Eisenbahntunnel in Georgien werden. Das Projekt sollte ursprünglich 2019 abgeschlossen sein. Die Fahrzeit für Personenzüge soll sich auf rund 40 Minuten verkürzen. Gebaut wird der Tunnel von der China Railway Construction. Der Tunnel wurde 2017 fertiggestellt, jedoch konnte der Betrieb auf der Strecke wegen des Fehlens der Anschlussverbindungen bis 2022 nicht aufgenommen werden.

#### Strecke Kars-Achalkalaki
Aufgrund der Spannungen zwischen Armenien und Aserbaidschan war der Schienenverkehr zwischen diesen beiden Ländern unterbrochen. Zwischen der Türkei und Armenien wurde der Schienenverkehr mit dem Zerfall der Sowjetunion eingestellt. Damit war der Schienenverkehr zwischen Aserbaidschan und der Türkei nicht mehr möglich. Um Georgien und Aserbaidschan wieder an die Türkei anzuschließen, wurde eine Neubaustrecke zwischen Kars und Achalkalaki unter Umgehung armenischen Territoriums geplant. Die Strecke ist rund 105 km lang, davon liegen 29 km auf georgischem Gebiet. Entsprechende Verträge wurden 2007 geschlossen. Sowohl die USA, als auch die EU waren aus politischen Gründen nicht zu einer Unterstützung der Finanzierung bereit, da die geplante Strecke Armenien umgeht. Die Neubaustrecke wurde am 30. Oktober 2017 in Betrieb genommen. Sie ist in europäischer Normalspur ausgeführt, so dass in Achalkalaki ein Spurwechsel erfolgen muss. Von dort wird der Verkehr über die Bestandsstrecke nach Tifls und von da weiter über die modernisierte Strecke Tiflis-Baku geführt. Östlich von Achalkalaki beschränkt das Gefälle von 35 ‰ die Höchstgeschwindigkeit der Züge auf 25 km/h. Im Güterverkehr werden Container in Achalkalaki umgeladen.
Während die Strecke im Güterverkehr genutzt wird, ist der Personenverkehr auf der Strecke bis 2025 noch nicht aufgenommen worden.

#### Tbilissi -Bypass

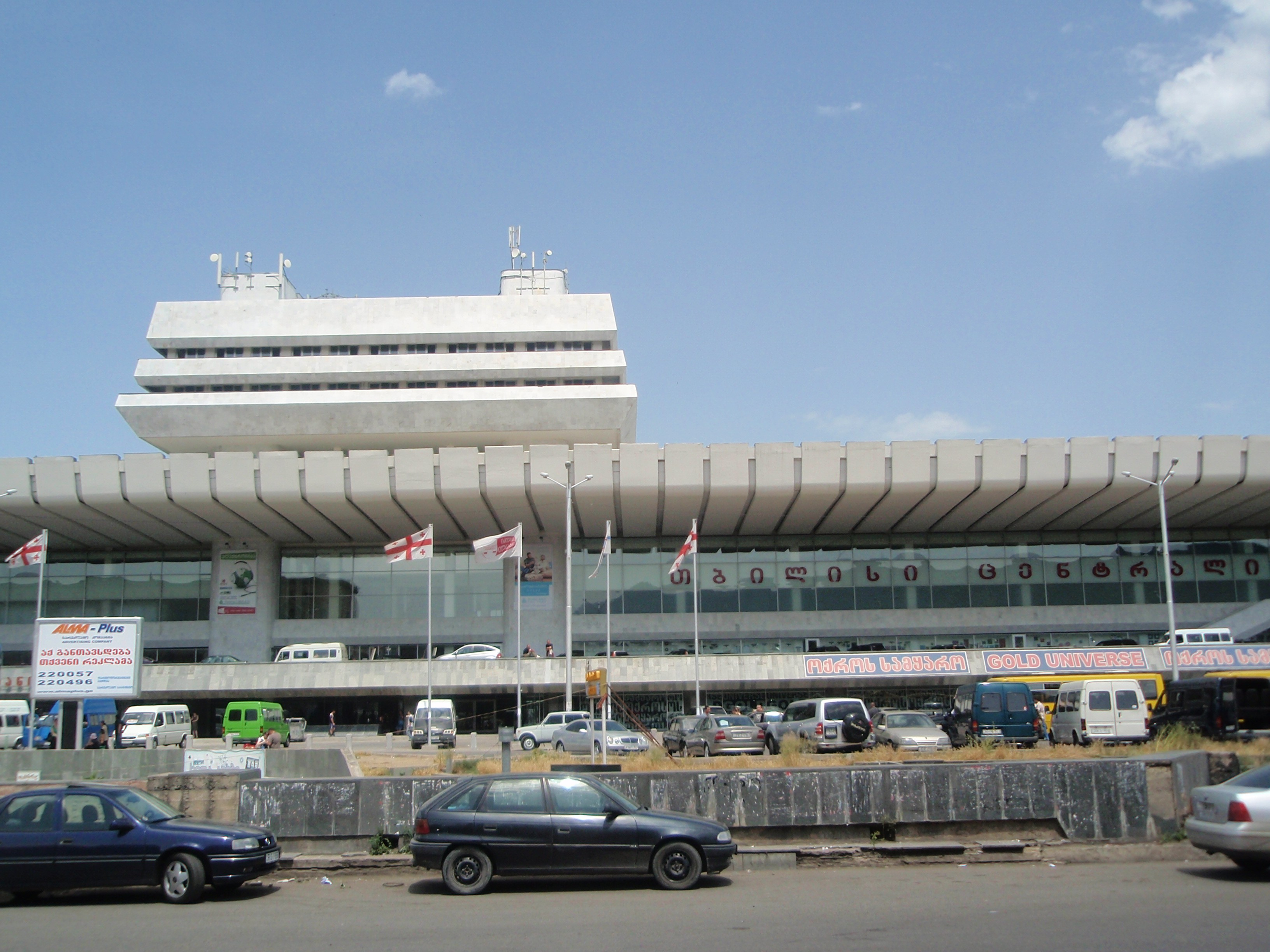
Zentralbahnhof Tiflis

Der bisherige, zentral gelegene Bahnhof Tiflis soll in den kommenden Jahren geschlossen und die Eisenbahninfrastruktur in der Stadt zurückgebaut werden. Stattdessen soll die georgische Hauptstadt auf einer zweigleisigen, 27 km langen Umgehungsstrecke nördlich umgangen werden. Für den Personenvehrkehr soll im Nordwesten in der Nähe des U-Bahnhofs Didube der Metro Tbilissi ein Kopfbahnhof gebaut werden, ein weiterer im Südosten in der Nähe der Metrostation Samgori. Als vorteilhaft wird angesehen, dass eine Fläche von insgesamt 88 ha für die Stadtentwicklung genutzt werden kann. Eine durchgehende Verbindung für Personenzüge und der direkte Umstieg für Reisende, die über Tbilissi hinaus unterwegs sind, ist dann jedoch nicht mehr möglich. Die Planungen existieren seit Beginn der 2010er Jahre, über die konkrete Umsetzung ist aber bislang noch nicht entschieden worden.

#### Tiefseehafen Anaklia
2016 wurde zwischen der Sakartwelos Rkinigsa und der Anaklia Development Consortium ein Vertrag zur Entwicklung, zum Bau und Betrieb der Eisenbahninfrastruktur im Tiefseehafen Anaklia geschlossen.

#### Schmalspurstrecke Bordschomi–Bakuriani
Die Strecke Bordschomi–Bakuriani ist seit März 2021 ohne Personenverkehr. Die Strecke hatte nur noch Bedeutung für den Personenverkehr, da die Andesitvorkommen seit 1991 praktisch nicht mehr ausgebeutet werden und so der Güterverkehr zum Erliegen kam. Der Zeitpunkt der Wiedereröffnung ist unklar.